# Vinbergs kyrkby
Vinbergs kyrkby is een plaats in de gemeente Falkenberg in het landschap Halland en de provincie Hallands län in Zweden. De plaats heeft 216 inwoners (2005) en een oppervlakte van 62 hectare.